# Radierverbot
Das Radierverbot ist eine Vorschrift aus § 239 des deutschen Handelsgesetzbuches und nach §131 der österreichischen Bundesabgabenordnung. Danach dürfen Aufzeichnungen in der Buchführung nicht in einer Weise verändert werden, dass der ursprüngliche Inhalt nicht mehr feststellbar ist. Stattdessen sind Stornobuchungen durchzuführen.